# Gamma Equulei
Gamma Equulei, latinizzato da γ Equulei, è una stella binaria della costellazione settentrionale del Cavallino. Si trova ad una distanza di circa 118 anni luce (36 parsec) dalla Terra e ha una magnitudine visiva apparente leggermente variabile intorno a 4.7. 

## Caratteristiche
La componente principale di γ Equulei è una stella chimicamente peculiare con una classificazione stellare di A9VpSrCrEu. Ha uno spettro corrispondente a una stella della sequenza principale A9, ma con abbondanze insolite di Stronzio, Cromo ed Europio. Le stelle con questo tipo di peculiarità spettrale sono chiamate stelle Ap. Si ritiene che l'abbondanza di alcuni metalli sia dovuta alla stratificazione chimica nelle stelle a rotazione lenta, insolita per le stelle calde della sequenza principale. Una gamma abbastanza ampia di tipi spettrali è stata individuata per γ Equulei, che va da A5 a F1, alcuni dei quali indicano anche insolite abbondanze di ferro. Gamma Equulei ha linee di assorbimento particolarmente nette, indice di una rotazione molto lenta. 

## Variabilità
Gamma Equulei subisce rapide variazioni periodiche di luminosità, che la colloca tra le stelle Ap (roAp) a rapida oscillazione. La magnitudine apparente varia tra estremi di +4,58 e +4,77, e mostra pulsazioni in diversi periodi vicini ai 12 minuti. La pulsazione più breve è di 11,7 minuti; altre si collocano a 11,9, 12,2 e 12,4 minuti, e sono state identificate come una serie di pulsazioni pari e dispari in modalità p (indotte dalla pressione). 

## Campo magnetico
Il campo magnetico superficiale di γ Equulei subisce una variazione lenta, che varia da +577 a −1,101 G. Sebbene siano disponibili solo 67 anni di misurazioni del campo magnetico, un periodo di 97,16±3,15 anni è coerente con i dati rilevati. Si ritiene che questo sia il periodo di rotazione di γ Equulei. 

## Compagna
Gamma Equulei ha una compagna di magnitudine 8,69 ad una separazione angolare di 1,26″. 